# Île de Barrié
L'île de Barrié est une île fluviale de la Dordogne, située sur la commune de Tauriac.

## Description
Elle s'étend sur plus de 4 km de longueur  pour environ 800 m de largeur et comprend le lieu-dit Les Escouanes ainsi que plusieurs fermes. Sa pointe est est formée par l'île Dufau.